# 1930 Bafraspor
1930 Bafraspor ist ein türkischer Fußballverein aus der Kreisstadt Bafra der türkischen Schwarzmeerprovinz Samsun und wurde unter dem Namen Bafra Belediyespor als Betriebssportverein der Stadtverwaltung gegründet. Im Sommer 2010 änderte der Verein seinen Namen in 1930 Bafraspor und seine Vereinsfarben in Rot-Schwarz um. Der Verein ist der Nachfolgeverein des früheren Bafraspor. Dieser löste sich Ende der 1990er Jahre hochverschuldet auf.

## Geschichte

### Gründung und die ersten Jahre
Der erste dokumentierte Kontakt der Kleinstadt Bafra mit dem Fußball geht auf den Lehrer Nuri Bey zurück. Nuri Bey stammte aus dem Dorf Dedeli und war der Sohn des Kadi Süleyman Efendi. Während des Ersten Weltkrieges wurde Nuri Bey einbezogen und fiel in britische Kriegsgefangenschaft. Während seiner Gefangenschaft wurde er in Indien festgehalten und erlernte dort das Fußballspielen. Nach Kriegsende kehrte er in seine Heimat Bafra zurück und arbeitete als Lehrer. 1924 gründete er den Sportverein Bafra Kızılırmak İdman Kulübü und wählte als Vereinsfarben Rot-Weiß aus. Durch diesen Verein wurde der Fußball in der Stadt bekannt und fand viele Nachahmer.
So gründeten drei Jahre später die Schüler der hiesigen Fevzi Cumhuriyet Oberschule unter der Führung von Şükrü Engiz den Verein Bafra Gençlerbirliği Kulübü und wählten als Vereinsfahren Rot-Blau aus. Schließlich gründete sich 1930 auch ein Verein mit dem Namen Bafra Spor Kulübü und wählte als Vereinsfarben Rot-Weiß aus. Dieser Verein nahm 1937 an einem nationalen Turnier in Ankara teil und gewann dieses. 1938 fusionierten beide Vereine zu Bafra Gençlik Spor Kulübü, wobei man von Gençlerbirliği Rot und von Bafra Spor Kulübü Schwarz als Vereinsfarben übernahm. Bedingt durch den Zweiten Weltkrieg fand in den Jahren 1940 bis 1942 in der Region Samsun kein Ligabetrieb statt. Nach Kriegsende wurde der Ligabetrieb wieder aufgenommen und Bafra Gençlikspor wurde in der regionalen Liga von Samsun in den Jahren 1945 und 1950 zwei Mal Meister.
Nachdem in den 1960er Jahren der türkische Fußball reformiert wurde und ein dreistufiges landesweites Ligasystem geschaffen wurde, bemühten sich alle kleineren Städte darum, mit einer konkurrenzfähigen Mannschaft an diesem Ligasystem teilzunehmen. So wurden mehrere kleinere Vereine der Stadt Bafra in Bafra Gençlik Spor Kulübü eingegliedert und der Verein dann in Bafra Spor Kulübü bzw. kurz in Bafraspor umbenannt.
Dieser neuorganisierte Verein verpasste mehrmals in der jeweiligen Aufstiegsrunde die Teilnahme an der dritthöchsten türkischen Spielklasse, an der Türkiye 3. Futbol Ligi.

### Einstieg in den Profifußball
Nachdem zum Sommer 1980 der türkische Profifußball von bisher drei auf lediglich zwei Profiligen reduziert worden war, wurde 1984 auf Direktive des damaligen Staatspräsidenten Turgut Özal die dritthöchste professionelle Fußballliga, die 3. Lig, mit heutigem Namen TFF 2. Lig, wieder eingeführt. Darüber hinaus wurde verkündet, dass man nach Erfüllung bestimmter Auflagen und Bedingungen eine Ligateilnahme beantragen könne. Um die Stadtentwicklung voranzutreiben, bemühten sich mehrere Stadtnotabeln darum, die Auflagen zu erfüllen. Beispielsweise verlangte der türkische Fußballverband eine Bürgschaft von 15 Millionen Türkische Lira. Nachdem man die Auflagen erfüllt hatte, bestätigte der nationale Fußballverband die Teilnahme. So nahm der Verein mit seinem neuen Namen Bafraspor in der Spielzeit 1984/85 der wiedereingeführten 3. Lig teil. In der ersten Saison belegte die Mannschaft den 8. Tabellenplatz. In den nachfolgenden Spielzeiten belegte der Klub immer Plätze in der oberen Tabellenhälfte. Die Drittligasaison 1987/88 spielte die Mannschaft über die gesamte Saison um die Meisterschaft und verpasste erst am Saisonende den Aufstieg in die 2. Futbol Ligi. Die nächste Saison verlief deutlich schlechter, sodass der Verein erst in den letzten Spieltagen den Klassenerhalt sichern konnte. Die 1989/90 spielte man wieder lange Zeit um den Aufstieg, wurde aber erneut Tabellenzweiter. In dieser Saison wurde dem Verein zum Saisonende zusätzlich drei Punkte abgezogen.

### Aufstieg in die 2. Lig und Vereinsauflösung
In der Drittligasaison 1990/91 erwischte die Mannschaft einen sehr erfolgreichen Start. So erzielte man in den ersten zwölf Spieltagen elf Siege und ein Unentschieden und erhielt dabei keinen Gegentreffer. Erst am 13. Spieltag dieser Saison verlor die Mannschaft auswärts 0:1 gegen Bayburtspor. Die Hinrunde schloss der Verein mit einem Punktevorsprung von 13 Punkten als Herbstmeister ab. Die Saison beendete man mit 29 Punkten Vorsprung auf den Zweitplatzierten Merzifonspor und stieg damit als Meister das erste Mal in der Vereinsgeschichte in die zweithöchste türkische Spielklasse, in die Türkiye 2. Futbol Ligi, auf.
In die 2. Lig aufgestiegen spielte der Klub gegen den Abstieg und erreichte den Klassenerhalt erst in den letzten Spieltagen. In seiner zweiten Zweitligasaison verfehlte die Mannschaft dieses Mal den Klassenerhalt und stieg wieder in die 3. Lig ab. Auch in der 3. Lig erlebte der Verein eine schwierige Saison und stieg als Resultat zum Saisonende auch aus dieser Liga ab. Nachdem der Verein einige Zeit in den unteren Amateurligen verbracht hatte, löste er sich schließlich in der zweiten Hälfte der 1990er Jahre hochverschuldet auf.

### Zweite Gründung
Der Verein wurde am 7. März 1999 unter dem Namen Bafra Belediyespor als Betriebssportverein der hiesigen Stadtverwaltung gegründet. Als Vereinsfarben wurden Blau-Schwarz gewählt. Nach der Vereinsgründung nahm der Verein an der untersten regionalen Amateurliga teil und arbeitete sich sukzessiv in die höheren türkischen Amateurligen hoch, ehe man in den 2000er Jahren den Aufstieg in die höchste türkische Amateurliga erreichte.

### Rückkehr in den Profifußball
Am Ende der Spielzeit 2006/07 erreichte der Film die Aufstiegsrunde in die niedrigste türkische Profiliga, in die TFF 3. Lig. Hier setzte sich der Klub in der Partie Trabzon Yalıspor mit 3:1 durch und nahm zur kommenden Saison an der vierthöchsten türkischen Spielklasse, an der TFF 3. Lig teil.
In der Saison 2007/08 ereignete sich ein schockierender Mehrfachmord auf dem Vereinsgelände des Klubs. Am 25. März 2008 stürmten zwei bewaffnete Männer das Vereinshaus von Bafra Belediyespor und schossen um sich. Dabei töteten sie den Trainer Sedat Gezer und dessen Torwarttrainer İsmail Kurt, während der Vereinspräsident Ergin Özarslan schwerverletzt überlebte. Nach diesem Vorfall verließen alle Spieler den Verein, weshalb man sich vom laufenden Spielbetrieb zurückzog. Der türkische Fußballverband behielt den Verein in der Liga, bewertete jedoch alle verbliebenen Spiele mit einer 0:3-Niederlage.
In die Drittligasaison 2008/09 startete der Klub sehr erfolgreich. So beendete man die Hinrunde als Erster der Qualifikationsgruppe 4 und qualifizierte sich für die Teilnahme an der Aufstiegsrunde. In der Aufstiegsrunde verlor die Mannschaft schnell den Anschluss und wurde Tabellenachter. Die nachfolgende Spielzeit verpasste die Mannschaft den Klassenerhalt und stieg nach drei Jahren in die höchste türkische Amateurliga, in die Bölgesel Amatör Lig bzw. kurz BAL, ab.

### Zweite Rückkehr in den Profifußball und Neuzeit
Nach dem Abstieg in die BAL beendete der Verein die Saison 2009/10 auf dem zweiten Tabellenplatz und verpasste den direkten Wiederaufstieg mit zwei Punkten. In der BAL-Saison 2011/12 beendete man die reguläre Liga auf dem ersten Tabellenplatz und qualifizierte sich damit für die Aufstiegsrunde in die TFF 3. Lig. Hier unterlag die Mannschaft mit 0:1 Çorum Belediyespor und verpasste erneut knapp den Aufstieg.
Die nachfolgende BAL-Spielzeit beendete die Mannschaft erneut als Tabellenerster. Da in dieser Saison alle Erstplatzierten der elf BAL-Gruppen direkt in die TFF 3. Lig aufstiegen, gelang dem Verein nach dreijähriger Abstinenz wieder die Teilnahme an der vierthöchsten türkischen Spielklasse.
In die 3. Lig aufgestiegen, rutschte der Verein bereits am 2. Spieltag in den Abstiegsbereich der Tabellen und konnte sich im weiteren Saisonverlauf nicht hocharbeiten. Schließlich beendete der Klub die Saison auf dem letzten Tabellenplatz und stieg in die regionale Amateurliga ab.

## Ligazugehörigkeit
- 2. Liga: 1991–1993,
- 3. Liga: 1984–1991, 1983–1994
- 4. Liga: 2007–2010, 2013–2014
- Regionale Amateurliga: 1994–199?, 1999–2007, 2010–2013, seit 2013

## Bekannte ehemalige Spieler
- Hasan Şengün

## Bekannte ehemalige Trainer
- Kadir Özcan
- Sadi Tekelioğlu